# Cyprian Aleksy Rokossowski
Cyprian Aleksy Rokossowski herbu Glaubicz (zm. w 1797 roku) – szambelan króla Stanisława Augusta Poniatowskiego, konsyliarz konfederacji targowickiej przy Stanisławie Szczęsnym Potockim w Jelizawetgradzie od maja 1792, rotmistrz chorągwi 7 Brygady Kawalerii Narodowej w 1790 roku.
W 1791 został kawalerem Orderu Świętego Stanisława.
W 1793 wybrany posłem bełskim na sejm grodzieński. Bez żadnych skrupułów brał pieniądze od obu ambasadorów: rosyjskiego i pruskiego. Marszałek nadworny koronny Kazimierz Raczyński rekomendował go na komisarza i geometrę do podziału Polski, jako przychylnego woli imperatorowej. Był członkiem konfederacji grodzieńskiej 1793 roku.